# Aşağı Kürkəndi
Aşağı Kürkəndi è un comune dell'Azerbaigian situato nel distretto di Salyan.